# 鈴木飛雄
鈴木 飛雄（すずき ひゆう、1977年7月25日 - ）は、日本の元俳優。神奈川県横須賀市出身。アトリエ・ダンカン、ゼロレインジエンターテイメントに所属していた。横須賀市立公郷中学校、横浜商科大学高等学校卒業。

## 略歴・人物
- 18歳でモデルとしてデビュー。その後、俳優に転じる。
- 2008年1月頃、諸般の事情により所属していたゼロレインジエンターテイメントが活動停止となり、芸能界を引退。その後、西岡竜一朗と共にハーレーダビッドソンのカスタムバイクショップ「セレクテッド」を立ち上げ、現在は同東京店マネージャーを務める[1]。
- 引退後も『森田一義アワー 笑っていいとも!』の企画への出演オファーが来たことがある[2]。
- 既婚で1児の父[3]。
- 大型二輪免許、普通二輪免許、普通自動車免許、英文タイプライティング3級、情報処理3級所持。
- 喫煙者[4]。
- シルバーアクセサリーの愛用者であり、カービングも得意とする。
- 西岡竜一朗やKoji（末吉宏司）と仲が良い。

## 出演

### テレビ
- 女出張料理人が行く!（1997年、フジテレビ）
- 大家族デカ（1997年、フジテレビ） - 南真一 役
  - 大家族デカ2（1998年、フジテレビ） - 南真一 役
- 救命病棟24時 第9話（1999年、フジテレビ）
- らぶ・ちゃっと 第18話「身がわり結婚」（2000年、フジテレビ）
- やまとなでしこ 第6話（2000年、フジテレビ）
- 駅弁探偵ミステリーツアー（2001年、テレビ朝日）
- F2（2002年 - 2004年、フジテレビ）
  - F2-X（2004年、フジテレビ） - F2ドリームズ
- タイムリミット（2003年、TBS）
- 愛と資本主義（2003年、WOWOW）
- アストロ球団（2005年、テレビ朝日） - 伊集院球三郎 役
- 最強の男は誰だ!壮絶筋肉バトル!!スポーツマンNo.1決定戦 芸能人スポーツマンNo.1決定戦XXX（2005年、TBS）
- 湯の町コンサルタント4（2006年、TBS）
- バリューナイトフィーバー・死ぬかと思った〜旅の宿〜（2006年、日本テレビ） - 編集者・松原 役
- 誰よりもママを愛す 第7話（2006年、TBS） - 雪をナンパした男 役

### 映画
- HEAT -灼熱-（2003年） - ホストクラブ「新宿租界」のホスト 役※「鈴木飛馬」名義
- 母のいる場所（2003年、槙坪夛鶴子監督） - ヘルパー・相川 役

### CM
- ツーカーセルラー
- 住友スリーエム コマンドタブ&フック

### 広告
- NTTカードソリューション

### 雑誌
- ポポロ（2004年4月号、麻布台出版）
- CLUB HARLEY（2004年4月号、エイ出版社）
- テレビブロス（2004年3月、東京ニュース通信社）
- JUNON（2004年8月号、主婦と生活社）
- バイキチ（2005年、フィールド出版）
- HARLEY LIFE Vol.2（ぶんか社）

### 舞台
- 毛皮のマリー（1998年、ザ・スズナリ） - 美少女 役
- バルコン（2001年、シアタートラム） - SM女王 役
- Stand By Me（2003年、東京芸術劇場） - エース 役
- 劇団浪漫狂公演「ピカレスクpp♪行進曲」（2005年、銀座博品館劇場） - 宏樹（チンピラ） 役
- いつか、ひーろーに…-Does it transform sometime?（2006年、シアターVアカサカ） - 大根小太郎 役